# ソーラーパンク

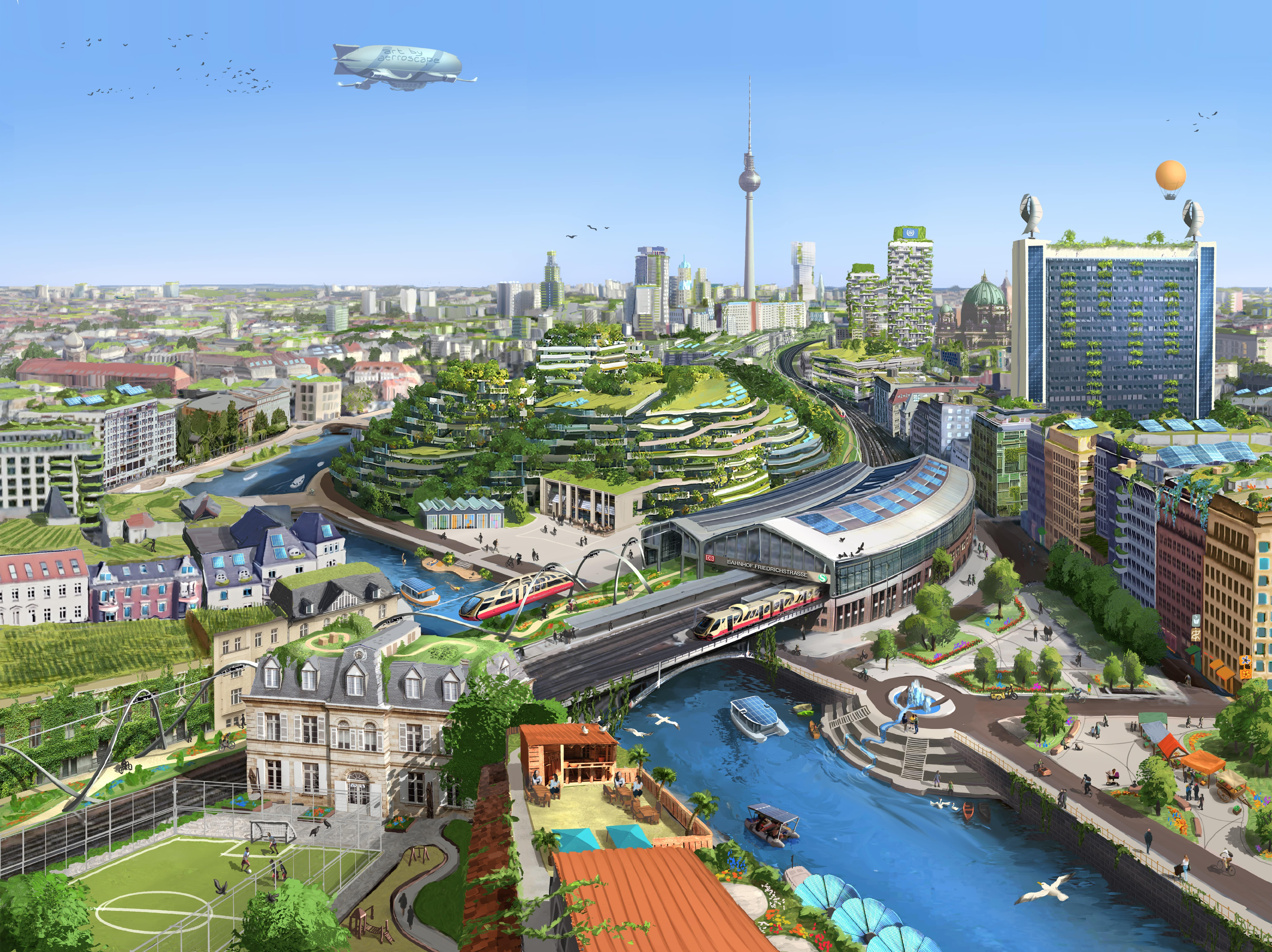
ソーラーパンク風都市のイラスト

ソーラーパンク（英: solarpunk）は、自然と共同体が調和して暮らす持続可能な未来を実現することを目指した文学的・芸術的な運動である。「ソーラー」は再生可能エネルギー源としてのソーラーエネルギーや、ドゥーマーを否定する楽観的な未来のビジョンを指し、「パンク」はそのような未来を創造するカウンターカルチャー的、ポスト資本主義的、脱植民地主義的な側面を指している。
サイエンス・フィクションのジャンルにおいて、ソーラーパンク作品は持続可能性、環境に及ぼす人類の影響、気候変動や環境汚染への対処などといった現代の主要な課題を人類が解決することに成功した未来の姿を取り上げている。サイバーパンクの派生ジャンルとも関連しており、ユートピアの要素が含まれる場合がある。

## 歴史
「ソーラーパンク」という用語が初めて登場したのは、2008年に匿名の人物によって投稿された、持続可能な技術に焦点を当てたフィクションのジャンルを提唱するブログ記事である。この記事では、ソーラーパンクに分類される文学作品としてノーマン・スピンラッドの『星々からの歌』が挙げられた。2014年にアーティストのオリヴィア・ルイーズがソーラーパンクの概念をTumblrに投稿し、これをきっかけにこの概念が広まった。研究者のアダム・フリンはSFフォーラムのプロジェクト・ヒエログリフの一環として、この運動を「若者が慎重かつ楽観的に捉えることができるもの」として紹介した。2019年、フリンの考えなどをもとに公開された「ソーラーパンク・マニフェスト」では、ソーラーパンクは「『持続可能な文明とはどのようなものか、そしてどうすればそれを達成できるのか』という問いに答え、具現化しようとするスペキュレイティブ・フィクション、芸術、ファッション、そしてアクティビズムの運動である」と定義された。2024年、ソーラーパンクは The Encyclopedia of Science Fiction に掲載された。この中でジェームズ・マッシェルはソーラーパンクとサイバーパンクを対比して、「ディストピアへの疲れから生まれた、反乱に対する反乱である」と述べている。

## テーマ
ソーラーパンクは、再生可能エネルギーへ完全に移行するにあたって必然的に生じる文化的な変化に焦点を当てていることが特徴である。
他のパンク文化と同様、ソーラーパンクは反体制的な感情から生まれた。この運動の根底にあるのは環境と持続可能性であり、運動の名前は再生可能で持続可能なエネルギーの形態である太陽光に由来している。ソーラーパンクはサイエンス・フィクションと急進的な環境主義を起源としている。ソーラーパンクは分散型のインフラ、コミュニティ・エンゲージメント、DIYの姿勢を促進している。地球の自然が脅威にさらされる世界で、ソーラーパンクのコミュニティは地球に優しい生活様式のビジョンを示している。ソーラーパンクはサイバーパンクやスチームパンクのような「ディストピア的で機械的」な世界観とは異なり、「楽観的で再生的」な未来を描いている。ソーラーパンクに共通する特徴として、古くて荒廃した病的な産業時代から新しい持続可能な時代への移行がある。その他のテーマとして、資本主義の搾取や政治における不正に直面して、自然環境を保護・回復するための戦いがある。ソーラーパンクは、個人や利益よりも人々や地球が優先されている社会を想像しているという点で急進的である。
ソーラーパンクはアフロフューチャリズム、レトロフューチャリズム、そして様々なユートピア主義の影響を強く受けている。アフロフューチャリズムの影響で、多様な文化形態への志向と、人種的・ジェンダー的平等への関心が強まった。
ソーラーパンクは、太陽や風から得られるエネルギーを環境に害を与えずに利用でき、屋上緑化や風車によって人間が自然と調和して暮らせる世界をイメージしている。太陽エネルギーについては、ほぼ完全に太陽に依存している地球のバイオームとの連帯と、経済的に圧迫する権力ネットワークからの逸脱という2つの象徴として見なしている。自然と調和して暮らす新しい世界への楽観主義がソーラーパンクを生み出しており、この運動は破滅的で暗い社会ではなく、ユートピア的な社会を想像している。ソーラーパンクの信条は、「古い世界の亀裂が拡大することによって露出した土壌で新たな世界を育てる」ことにある。
建築物、衣類、インフラなどのデザインには有機的な素材が取り入れられており、色調は緑や青、オレンジといった明るい色が多い。ソーラーパンクの美学は、サイバーパンクやスチームパンクの美学に植生や日光の要素が強く加えられたものである。
ソーラーパンクは技術と環境が共存できる未来を想像している。ソーラーパンクの美学は、視覚的にはしなやかな線の使用を特徴とするアール・ヌーヴォーの影響を強く受けており、気候変動は避けられないもので、おそらくより深刻なものになるという前提に基づいているが、根底には楽観主義がある。

## フィクション

### 小説
文学的には、ソーラーパンクはスペキュレイティブ・フィクションのサブジャンルとしても扱われる。典型的なソーラーパンク作品では、気候変動の危機や後期資本主義の荒廃から民衆を救ったり、自然や生き物を保護したりすることに重点を置いている。主人公は、変化する環境の影響に耐えるため、あるいは一般的な人間を超越して自然とより深くつながりを得るために、自身の身体にエキゾチックな技術を組み入れたトランスヒューマンである場合がある。
ソーラーパンク文学の例として、フランク・ハーバートの『デューン』、オルダス・ハクスリーの『島』、アーシュラ・K・ル＝グウィンの『オールウェイズ・カミングホーム』、芦奈野ひとしの『ヨコハマ買い出し紀行』などがある。
作家のリー・コンスタンティノウは、ソーラーパンク文学について「サイバーパンクの虚無主義的な傾向や、スチームパンクの反動的な傾向に反抗している」と述べた。

### 映画
映画におけるソーラーパンクのテーマは、ソーラーパンクがジャンルとして確立するよりも前から存在していた。『天空の城ラピュタ』や『風の谷のナウシカ』など、宮崎駿が監督を務めた映画の多くは、初期のソーラーパンク映画の例として認識されている。『ブラックパンサー』に登場する国であるワカンダは、ソーラーパンクのユートピアの特徴がよく表れている。

## 建築

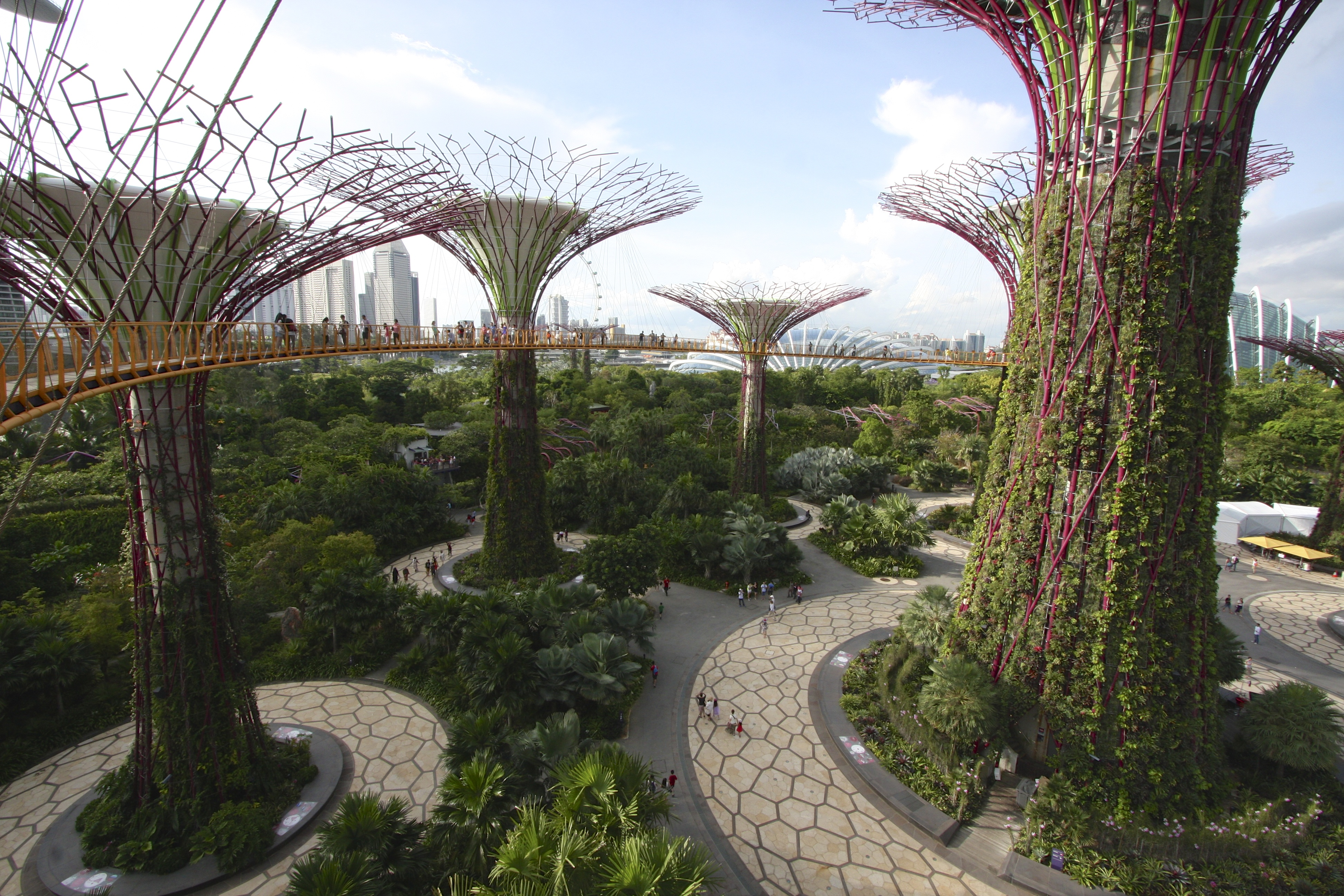
ガーデンズ・バイ・ザ・ベイ

ソーラーパンクはサステナブル建築によって定義されることが多い。ソーラーパンク風の建築物の例として、外観が植物で覆われたイタリアの高層マンションのボスコ・ヴェルティカーレ、シンガポールの国立公園であるガーデンズ・バイ・ザ・ベイがある。また、サステナブル建築であるアースシップはソーラーパンクにインスピレーションを与えている。
ソーラーパンク都市の特徴として垂直の森林、屋上庭園、バイオドーム、風力タービンなどがある。

## 批評
ソーラーパンク研究者のアダム・フリンは、「既存のコミュニティに高値をつけ、結果としてさらなる環境被害をもたらす可能性のある屋上緑化を備えた高級マンション」のような描写が「偽のソーラーパンク・アーバニズム」であると指摘している。

## 関連文献
- Förtsch, Michael (2019年6月13日). “Fridays for Future treffen Science Fiction: Was ist eigentlich Solarpunk?” (ドイツ語). 1E9. 2019年9月22日時点のオリジナルよりアーカイブ。2021年7月4日閲覧。
- Marshall, Alan (2019). "Using beloved works of literature to predict the futures of cities", The Conversation, March 15, 2019.
- Williams, Rhys (March 10, 2018). “Solarpunk: Against a Shitty Future”. Los Angeles Review of Books.
- Reina-Rozo, Juan David (2021). “Art, Energy and Technology: the Solarpunk Movement”. International Journal of Engineering, Social Justice, and Peace 8 (1):  47–60. doi:10.24908/ijesjp.v8i1.14292.
- Lynall, Gregory (2022). “Solarpunk”. The Cambridge Companion to Literature and Climate. Cambridge University Press. pp. 191–200. ISBN 978-1-316-51216-6
- Crosby, Phillip M. (2023). “Towards an Anti-Antiutopia”. The ARCC Journal of Architectural Research 20 (2):  46–75. doi:10.17831/enqarcc.v20i2.1159.